# Aerárium
Aerárium je skleněná nádoba různých tvarů a rozměrů, která se zavěšuje do prostoru a slouží spíše pro pěstování rostlin než jako nádoba pro chov zvířat. Název je odvozen od latinského aer – vzduch (podobně jako terárium (terra – latinsky země) či akvárium (aqua – latinsky voda).

## Aerária s rostlinami
Aerária jsou vhodná pro pěstování různých druhů rostlin, protože fungují jako malé skleníky. Ideální jsou na pěstování tillandsií – bromélií, které žijí ze vzdušné vlhkosti, mini orchidejí či masožravých rostlin. Do aerárií se ale může zasadit jakákoliv rostlina, pokud to její vzrůst a nároky dovolují.
Aerárium lze velmi dobře použít i jako vázu na živý květ.

## Péče
Podle druhu použitých rostlin se liší i péče o osázená aerária. 
Tilandsie a orchideje je vhodné rosit destilovanou vodou, která nezanechává na skle stopy a zároveň je vhodná i pro tyto druhy rostlin, které jsou zvyklé na dešťovou vodu, která díky absenci minerálů neucpává rostlinám průduchy, kterými přijímají vodní páru. Tillandsie a orchideje rosíme zpravidla jednou týdně či podle podmínek, tak, aby rostliny nikdy nestály ve vodě a neuhnily.
U sukulentů je potřeba naopak s vodou zacházet velmi opatrně, ideální je zálivku provádět čajovou lžičkou, kterou dobře odměříme množství vody. Jakmile totiž aerárium přelijeme, je prakticky nemožné vodu dostat ven a rostlina v něm velmi pravděpodobně uhnije.